# Moussa N’Diaye
Moussa N’Diaye (ur. 21 lutego 1979 w Pire) – senegalski piłkarz grający na pozycji napastnika. Posiada także obywatelstwo francuskie.

## Kariera klubowa
Piłkarską karierę N’Diaye rozpoczął we Francji. Jego pierwszym klubem w karierze było AS Monaco, jednak początkowo nie przebił się do pierwszego składu i w 1997 roku został piłkarzem drugoligowego FC Istres. W 1998 roku wrócił do swojego pierwotnego klubu i z początku grał w amatorskich rezerwach, dla których zdobył 11 goli w 11 spotkaniach. Zaowocowało to awansem do składu pierwszego zespołu. 29 stycznia 1999 Moussa zadebiutował w Ligue 1 w wygranym 2:1 spotkaniu z Paris Saint-Germain. Do końca sezonu zdobył 2 gole i zajął z Monaco 4. miejsce w Ligue 1. W kolejnym zaliczył jedno trafienie i wywalczył mistrzostwo Francji.
W 2000 roku Senegalczyk odszedł z Monaco i został zawodnikiem CS Sedan, w którym zaczął występować w pierwszym składzie. W sezonie 2000/2001 zdobył 7 goli, o 3 mniej niż partner z ataku Kameruńczyk Pius N’Diefi. Z Sedanem zajął 5. miejsce w Ligue 1 i jesienią 2001 wystąpił w Pucharze UEFA. W sezonie 2002/2003 spadł z klubem z ligi i przez kolejny grał na boiskach Ligue 2. Zdobył 10 goli będąc najlepszym strzelcem zespołu.
Latem 2004 Moussa znów został piłkarzem FC Istres, które awansowało do Ligue 1. Jednak pobyt tego zespołu w ekstraklasie trwał tylko rok i w 2005 roku zajął on ostatnią pozycję. Jesienią 2005 N’Diaye grał w Ligue 2, ale już na zimą 2006 grał w pierwszoligowym AC Ajaccio (debiut: 4 stycznia w przegranym 0:2 wyjazdowym meczu z Lille OSC), z którym przeżył kolejną degradację w karierze.
W 2006 roku N’Diaye przeszedł do AJ Auxerre. W jego barwach zadebiutował 9 września w meczu z AS Monaco (2:1). W Auxerre był jednak tylko rezerwowym i przegrał rywalizację o miejsce w ataku z Ireneuszem Jeleniem, Danielem Niculae, a także Luigim Pieronim. W 2007 roku wyjechał do katarskiego Umm-Salal SC. Następnie grał w klubach senegalskich: ASC Diaraf (mistrzostwo w 2010), AS Douanes, ASC Niarry Tally i US Gorée (mistrzostwo w 2016).
| Sezon   | Klub             | Kraj    | Rozgrywki            | Mecze | Bramki |
| ------- | ---------------- | ------- | -------------------- | ----- | ------ |
| 1997/98 | FC Istres        | Francja | Ligue 2              | 25    | 7      |
| 1998/99 | AS Monaco B      | Francja | CFA                  | 11    | 11     |
| 1998/99 | AS Monaco        | Francja | Ligue 1              | 11    | 2      |
| 1999/00 | AS Monaco        | Francja | Ligue 1              | 13    | 1      |
| 2000/01 | CS Sedan         | Francja | Ligue 1              | 29    | 7      |
| 2001/02 | CS Sedan         | Francja | Ligue 1              | 15    | 1      |
| 2002/03 | CS Sedan         | Francja | Ligue 1              | 27    | 2      |
| 2003/04 | CS Sedan         | Francja | Ligue 2              | 29    | 10     |
| 2004/05 | FC Istres        | Francja | Ligue 1              | 32    | 6      |
| 2005/06 | FC Istres        | Francja | Ligue 2              | 8     | 0      |
| 2005/06 | AC Ajaccio       | Francja | Ligue 1              | 17    | 5      |
| 2006/07 | AJ Auxerre       | Francja | Ligue 1              | 15    | 0      |
| 2007/08 | Umm-Salal        | Katar   | Q-League             | ?     | 8      |
| 2008/09 | Umm-Salal        | Katar   | Q-League             | 7     | 2      |
| 2010    | ASC Diaraf       | Senegal | Championnat National | 3     | 0      |
| 2010/11 | AS Douanes       | Senegal | Championnat National | ?     | ?      |
| 2011/12 | AS Douanes       | Senegal | Championnat National | ?     | ?      |
| 2013    | ASC Niarry Tally | Senegal | Championnat National | ?     | ?      |
| 2013/14 | ASC Niarry Tally | Senegal | Championnat National | ?     | ?      |
| 2014/15 | ASC Niarry Tally | Senegal | Championnat National | ?     | ?      |
| 2015/16 | US Gorée         | Senegal | Championnat National | ?     | ?      |
| 2016/17 | US Gorée         | Senegal | Championnat National | ?     | ?      |

## Kariera reprezentacyjna
W reprezentacji Senegalu N’Diaye zadebiutował w 1998 roku. W 2002 roku został powołany przez selekcjonera Bruno Metsu do kadry na Puchar Narodów Afryki 2002 (wystąpił w 3 spotkaniach), a następnie na Mistrzostwa Świata 2002. Na tym drugim wystąpił we wszystkich trzech meczach grupowych: wygranym 1:0 z Francją, zremisowanym 1:1 z Danią oraz zremisowanym 3:3 z Urugwajem. Następnie wraz z rodakami wyeliminował w 1/8 finału Szwecję (2:1 po dogrywce), ale nie zagrał ani w tym spotkaniu, ani w ćwierćfinale z Turcją (0:1).